# Pleuropetalum sprucei
Pleuropetalum sprucei là loài thực vật có hoa thuộc họ Dền. Loài này được (Hook.f.) Standl. miêu tả khoa học đầu tiên năm 1917.